# نورمان وارتون
نورمان وارتون (بالإنجليزية: Norman Wharton)‏ (28 يوليو 1903 في المملكة المتحدة - 1 يوليو 1961) هو لاعب كرة قدم بريطاني (وحمل سابقاً جنسية المملكة المتحدة لبريطانيا العظمى وأيرلندا) في مركز حراسة المرمى. لعب مع بريستون نورث إيند وشيفيلد يونايتد وليدز يونايتد ونادي دونكاستر روفرز ونادي يورك سيتي ونورويتش سيتي ونادي بارو.